# Șimonești (gmina)
Șimonești – gmina w Rumunii, w okręgu Harghita. Obejmuje miejscowości Bențid, Cădaciu Mare, Cădaciu Mic, Cehețel, Chedia Mare, Chedia Mică, Cobătești, Medișoru Mare, Mihăileni, Nicoleni, Rugănești, Șimonești, Tărcești i Turdeni. W 2011 roku liczyła 3776 mieszkańców.